# Ananda Shankar (album)
Az 1970-es Ananda Shankar Ananda Shankar debütáló nagylemeze. Szerepel az 1001 lemez, amit hallanod kell, mielőtt meghalsz című könyvben.

## Az album dalai
|    | Cím                | Szerző(k)                                                | Hossz |
| -- | ------------------ | -------------------------------------------------------- | ----- |
| 1. | Jumpin' Jack Flash | Mick Jagger, Keith Richards                              | 3:35  |
| 2. | Snow Flower        | Paul Lewinson, Ananda Shankar                            | 2:49  |
| 3. | Light My Fire      | John Densmore, Robby Krieger, Ray Manzarek, Jim Morrison | 3:32  |
| 4. | Mamata (Affection) | Lewinson, Shankar                                        | 3:09  |
| 5. | Metamorphosis      | Lewinson, Shankar                                        | 6:50  |
| 6. | Sagar (The Ocean)  | Lewinson, Shankar                                        | 13:16 |
| 7. | Dance Indra        | tradicionális                                            | 3:53  |
| 8. | Raghupati          | népzene                                                  | 3:28  |

## Közreműködők
- Ananda Shankar – szitár, hangszerelés
- Drake Levin – gitár
- Dick Rosmini – gitár
- Jerry Scheff – basszusgitár
- Mark Tulin – basszusgitár
- Paul Lewinson – billentyűk, moog szintetizátor
- Michael Botts – dob
- Joe Pollard – dob
- Pranesh Khan – tabla